# アメデ・ドーデナルデ
アメデ・ドーデナルデ (仏：Amédée Daudenarde、1839年10月1日 - 1907年7月6日) はフランスの版画家。

## 経歴
ルイ・ジョセフ・アメデ・ドーデナルデは、1839年に父親のジョセフ・アメデ・ドーデナルデと、母親のマリー・ジョセフィーヌ・エメリとの間にパリで生まれた。
彼は「ル・モンド・イリュストレ」などの定期刊行物のために版画を作成した。とくにパリ・コミューンや第三次カルリスタ戦争の勃発時には、スペイン出身の画家、ダニエル・ヴィエルジュと組んで多くの作品を発表している。
彼はマリー・ジュリー・ティリー（Marie Julie Tilly）と結婚し、息子のピエール・ポール・ドーデナルデ（Pierre Paul Daudenarde）は画家、装飾家となった。
彼は1907年にパリ6区のグランド・ショミール通りの自宅で67歳で死去した。

## 作品

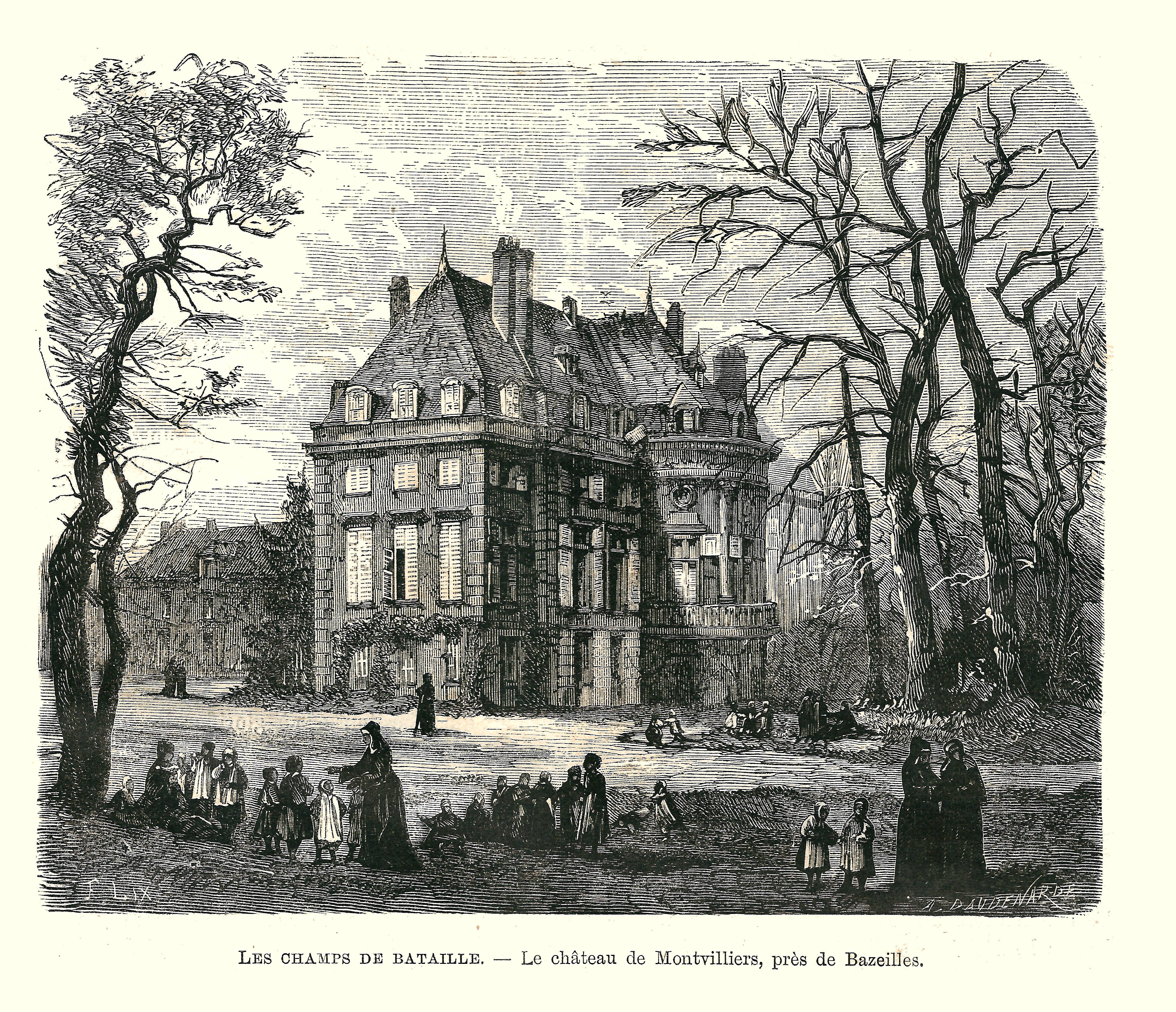
モンヴィレール城
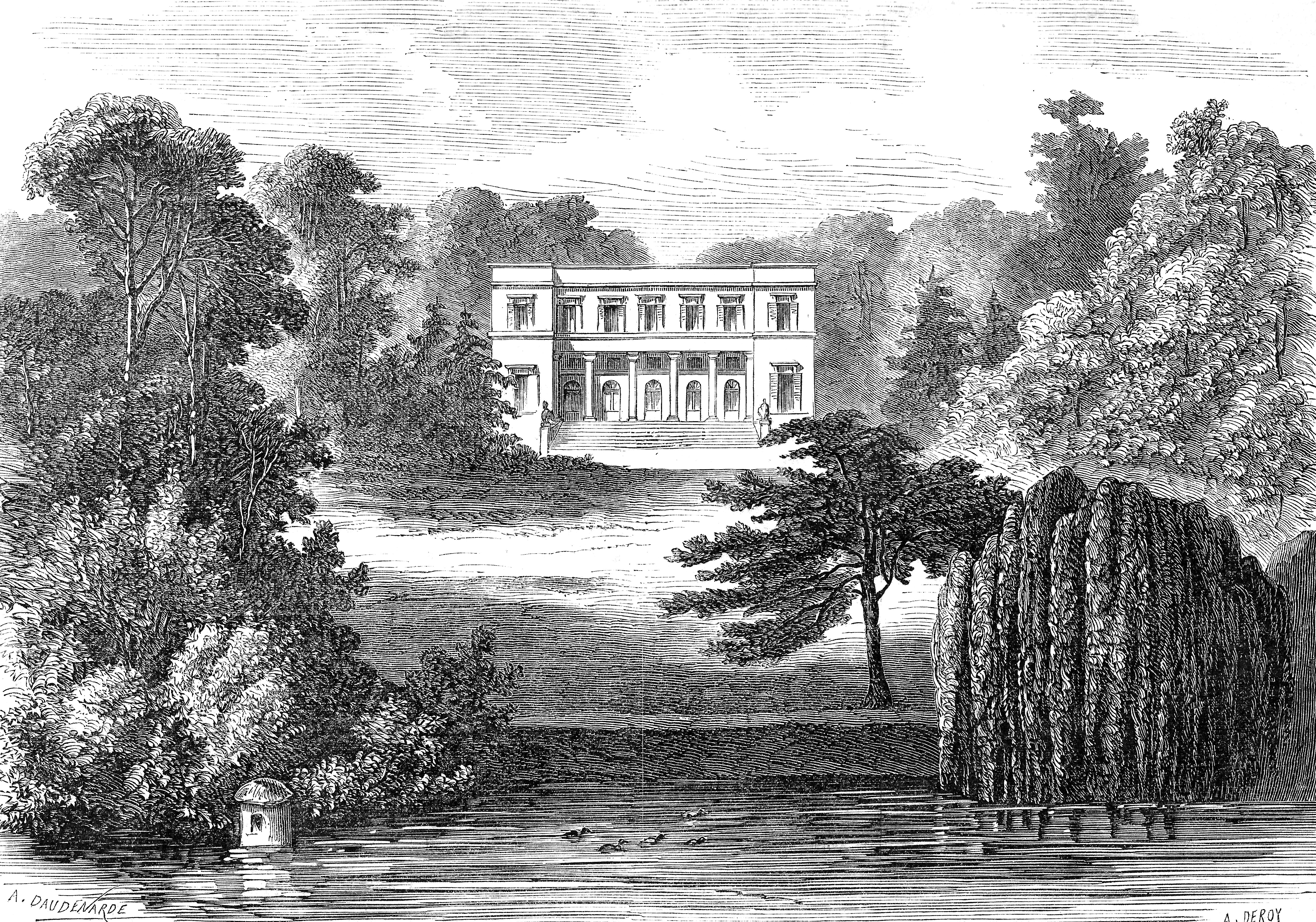
タービュレン城 - シャルロッテ皇后の住居
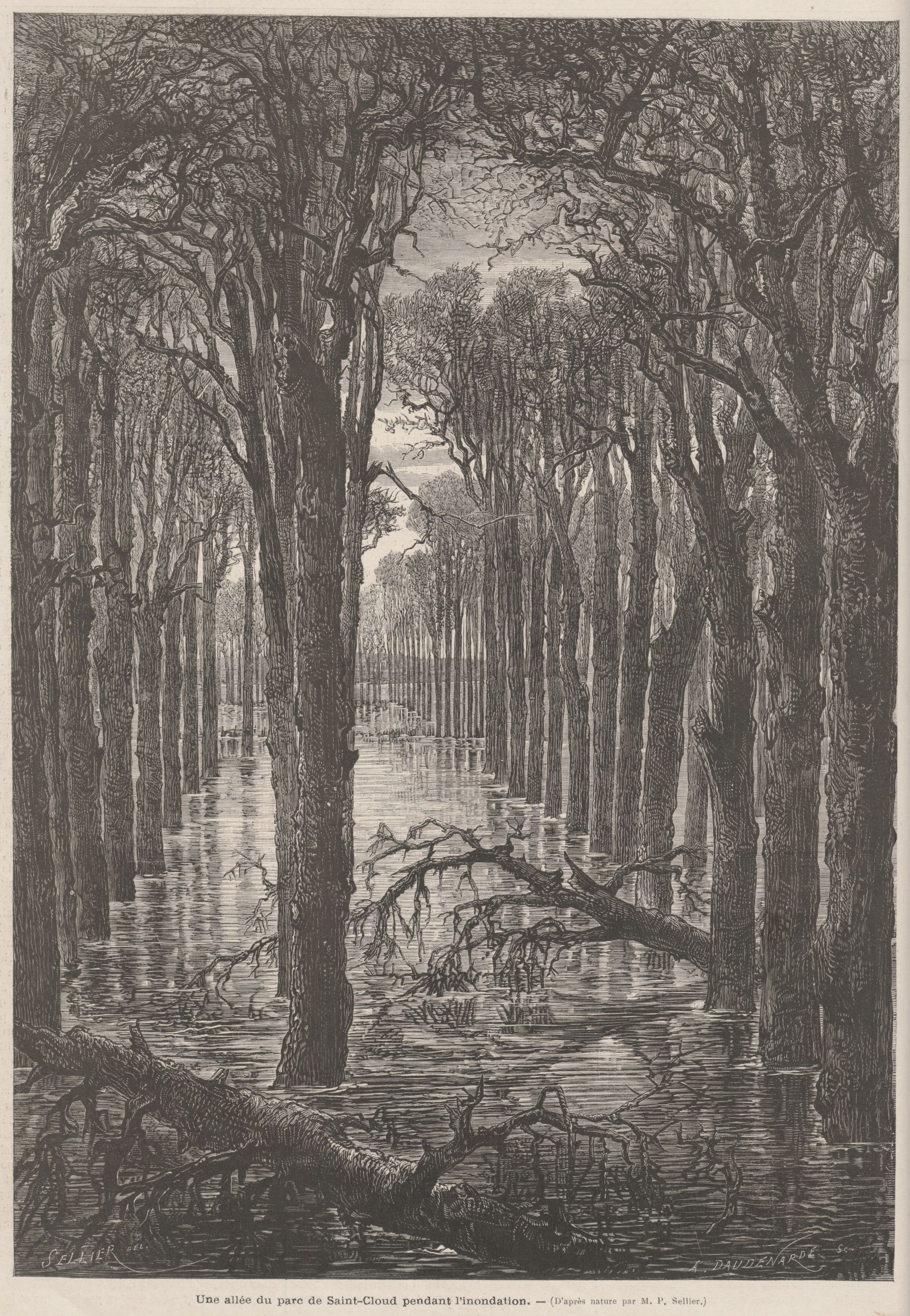
サン＝クロード公園
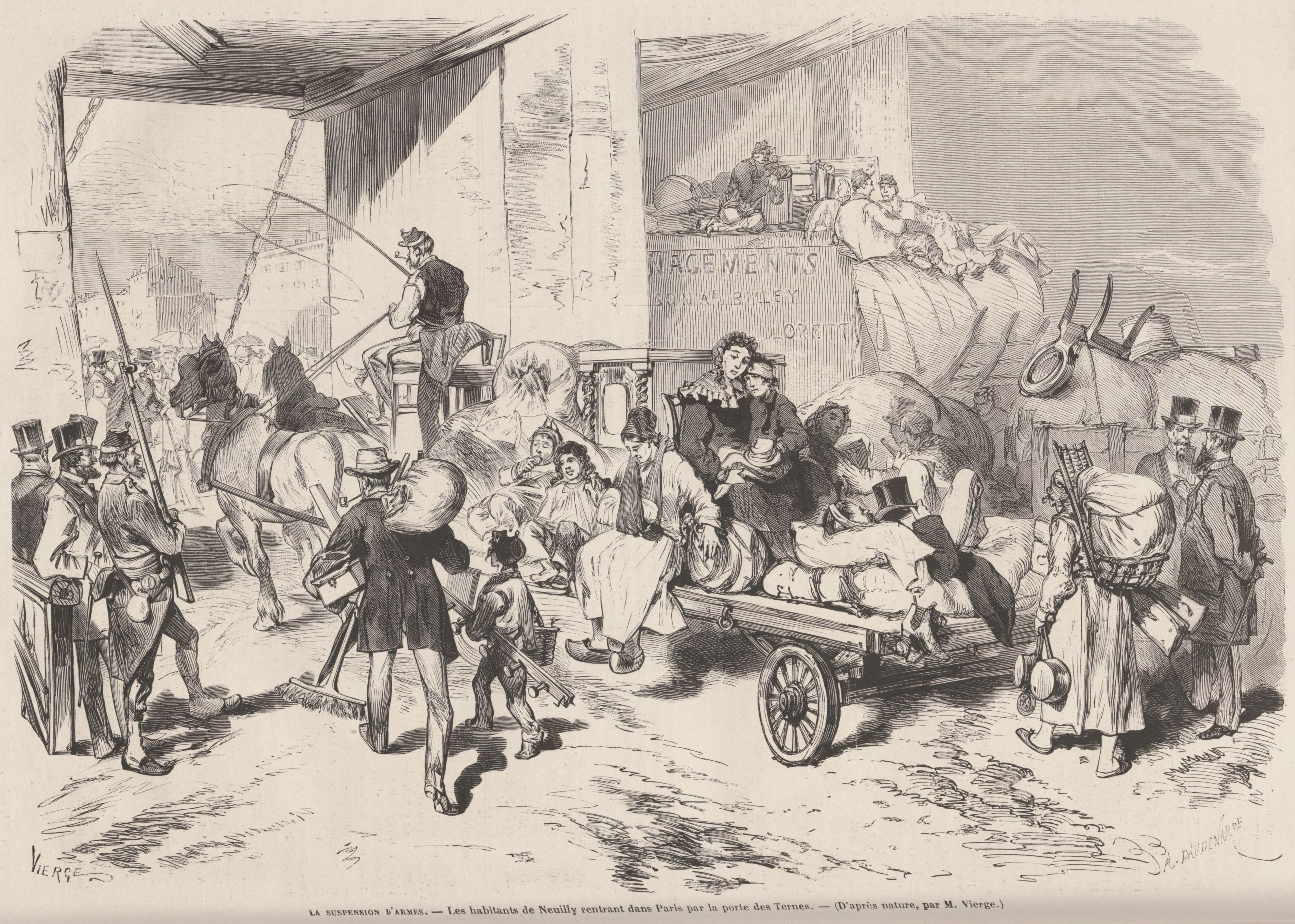
パリに入るヌイイの住民
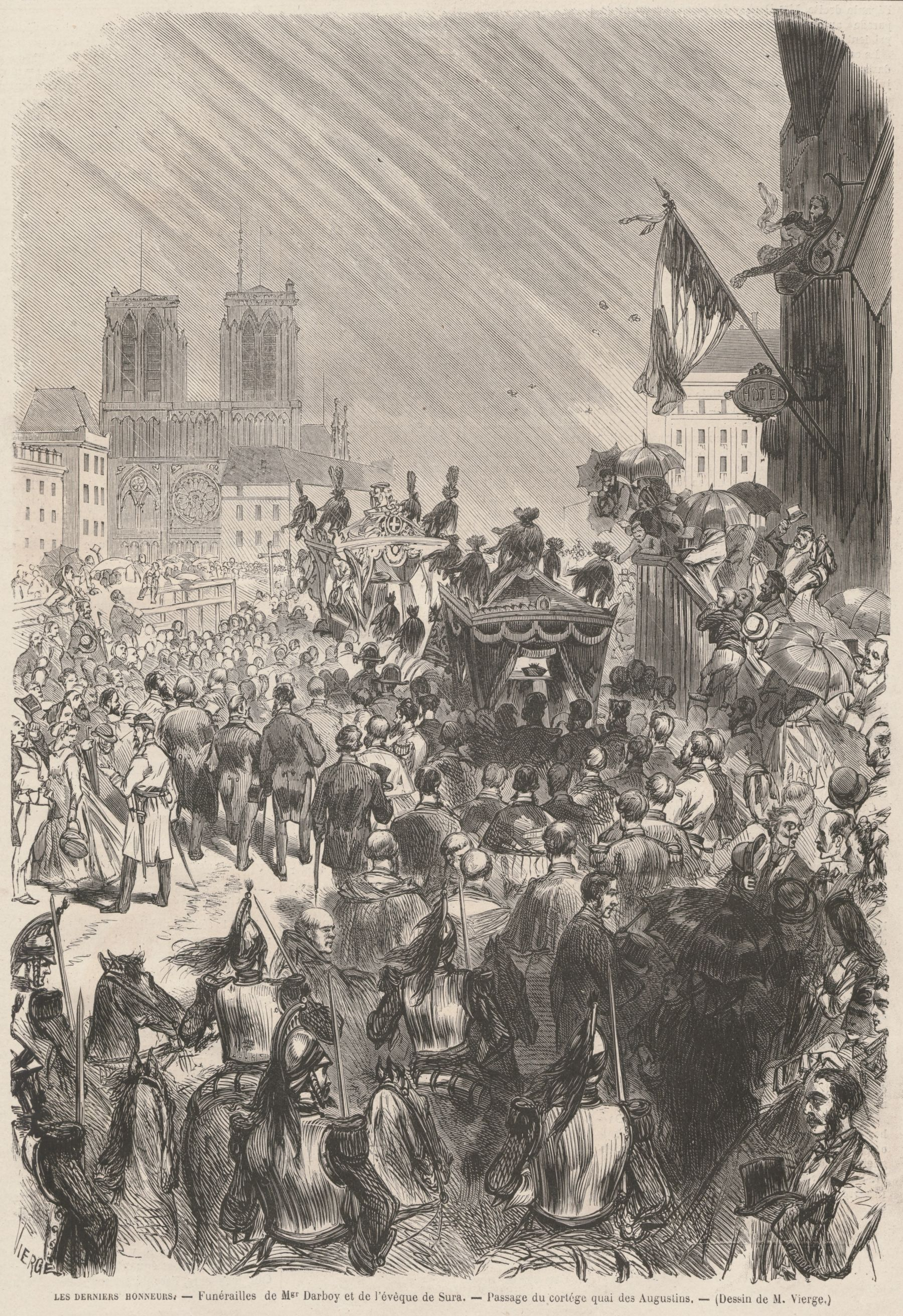
ダーボイ司教の葬列

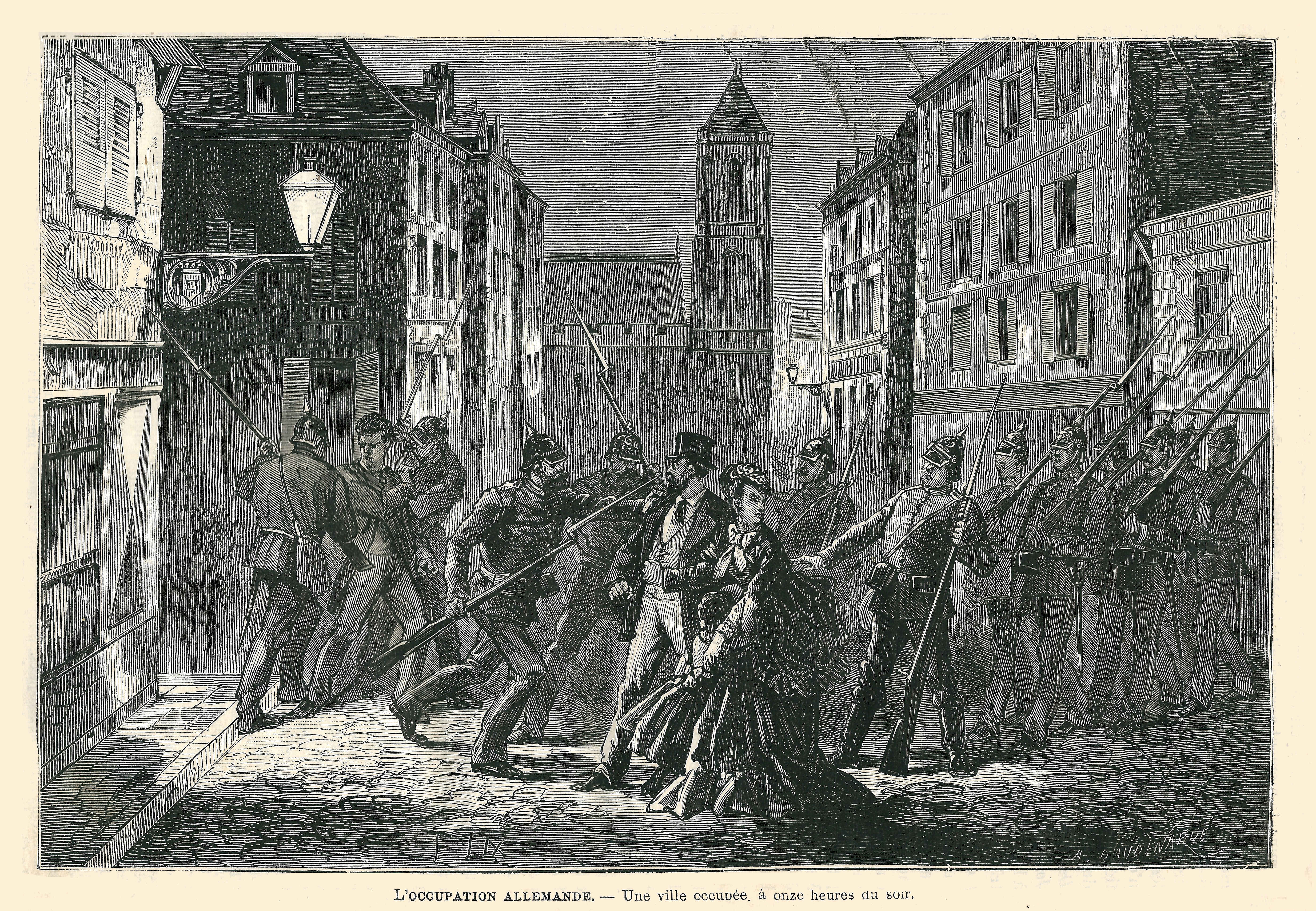
普仏戦争下の外出禁止令
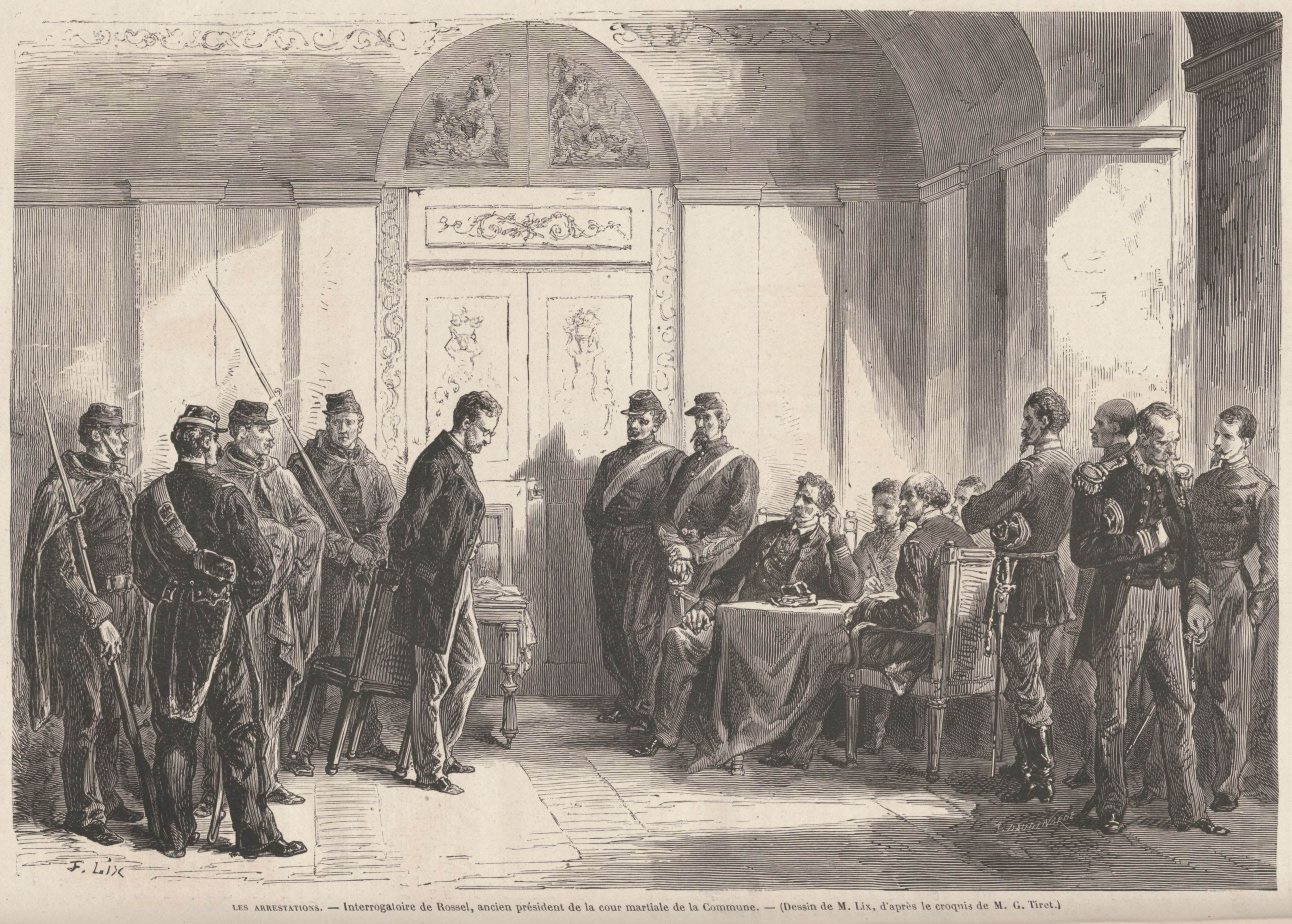
軍法会議でのルイ・ロッセル
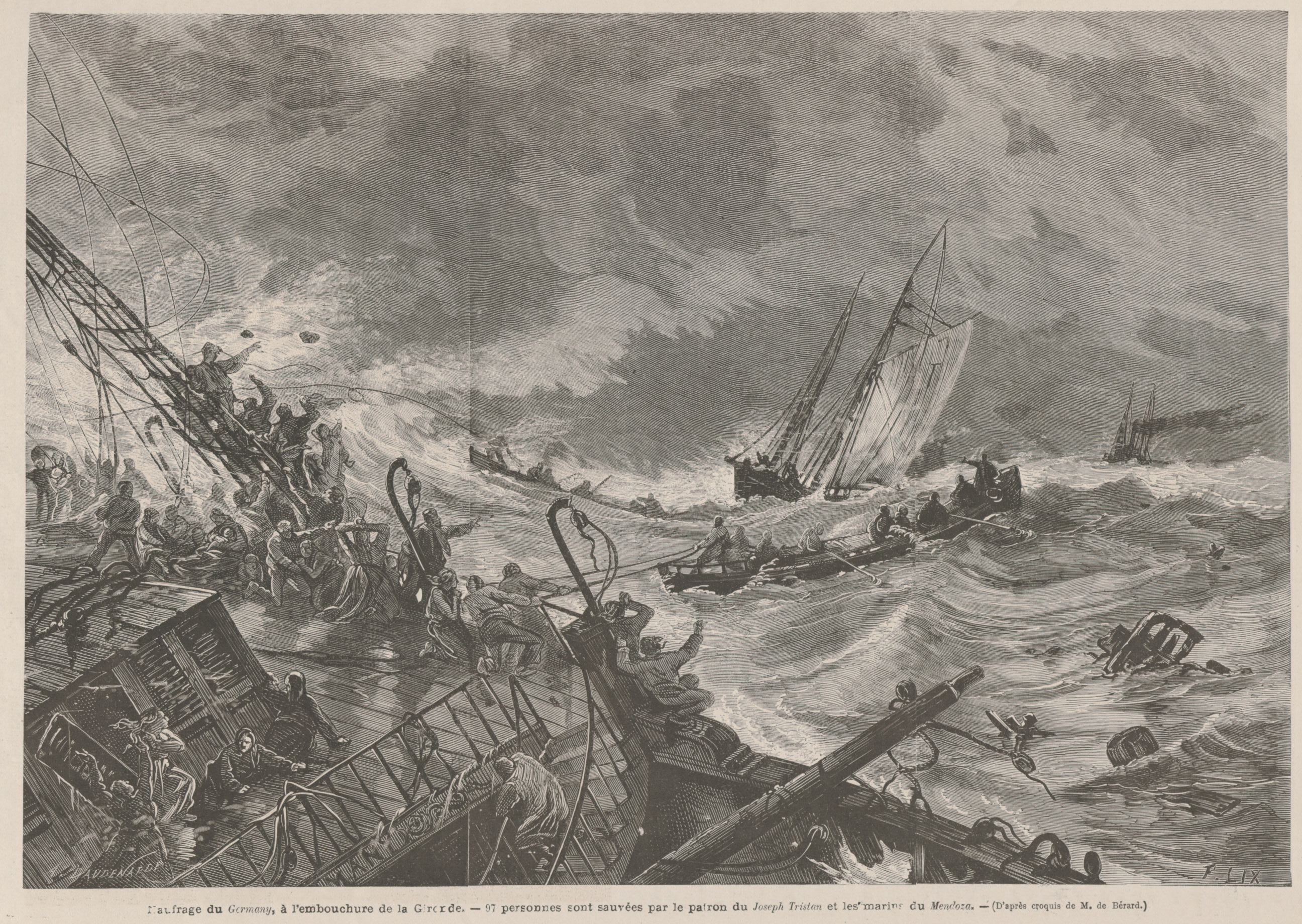
ドイツの難破船
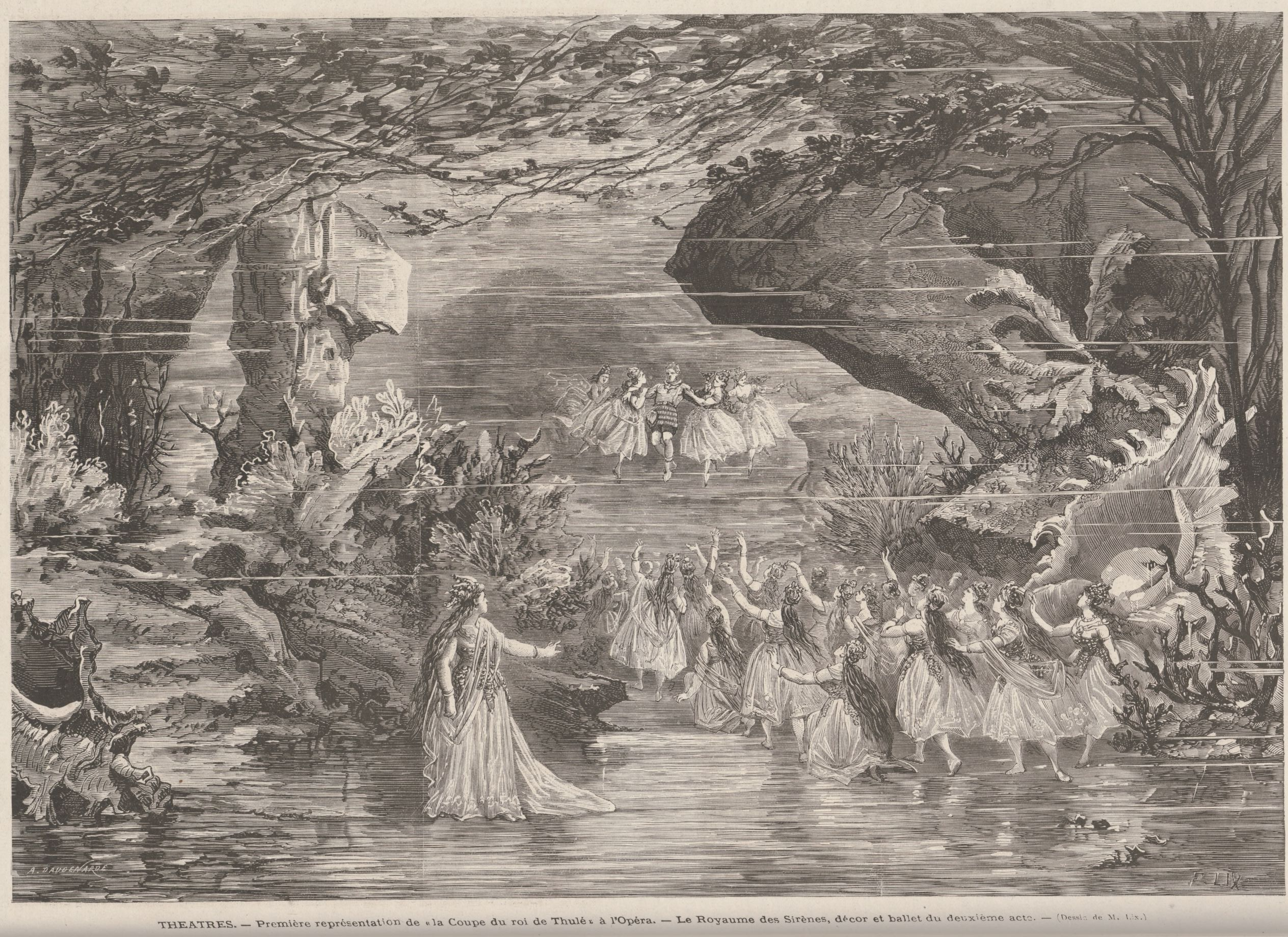
ビゼー：歌劇「トゥーレ王の杯」初演